# 鉄人タイガーセブン
『鉄人タイガーセブン』（てつじんタイガーセブン）は、1973年10月6日から1974年3月30日までフジテレビ系で毎週土曜日19時 - 19時30分に全26話が放送された、ピー・プロダクション製作の特撮テレビ番組。および作品内に登場するヒーローの名称。

## 解説
前作『風雲ライオン丸』は不本意な結果となったため、本作品では再度現代劇となり、タイガージョーが人気であったことから、虎がヒーローのモチーフとなった。
本作品は「怪獣の次は妖怪がブームになる」という企画意図が色濃く反映され、第1話から古代遺跡に巣食う脳だけのムー大帝、ツタンカーメンのようなマスクの下に醜悪な素顔を隠すギル太子、人間の心臓をえぐり取って殺害する砂原人、棺の中に人間を引きずり込むミイラ原人などが登場する、怪奇ムードの高い作品となった。設定の一部は本作品と同年に企画された超能力アクション作品『パーフェクターMM（ムー）』から引き継いでいる。
また本作品の特徴として、非常にリアルな雰囲気の作品に仕上がっている点があげられる。例えば、主人公・滝川剛と彼をサポートする高井戸博士率いる高井戸研究所のメンバーはムー一族の復活と脅威を訴えるが、その主張は社会に受け入れられることはない。そのため、事件が発生すると逆に主人公の側が警察や一般市民に疑われて窮地に陥ることがあったり、また主人公の正体を知らないメンバーが、戦いのときになると決まって姿を眩ます主人公に不信感を抱いたりといった、従来のヒーロードラマでは意識的に避けられていたタブーの部分を強調した物語が展開された。
終盤の2話では、そうした否定的なドラマが主人公を一層追い詰めている。敵の原人と心を通わせた少女が敵の手によって刺殺されるという悲劇を目の当たりにした上に、主人公自身も自分の人工心臓が寿命を迎えて余命が数日となった事実を知って愕然となり、最終的には自ら戦いを放棄するまでになる。さらに、その代わりを果たそうとムー一族に単身立ち向かった高井戸博士までが惨殺される。このような子供向け番組として異例の展開は、後年本作品について語られる際に話題になっている。
しかし、これらの作風が児童層に受け入れられたとは言えず、視聴率は低迷。その反省も踏まえ、次作の『電人ザボーガー』では、空手アクションなどを盛り込んだ、明朗なヒーローアクション活劇に仕上げている。
前作『風雲ライオン丸』ではハードな作風のため視聴者離れが進み、タイガージョーを再登場させるなどの梃入れ対策が行われたが、本作品では、路線変更やレギュラーが変更されるなどの梃入れ対策は行われなかった。

## ストーリー
サハラ砂漠の考古学調査を行っていた滝川博士率いる調査隊を追って来た息子の剛は、砂原人スナウラミによって殺害されてしまう。
博士は剛に生き返ってほしい一心で、ミイラ蘇生用の人工心臓SPを移植した。蘇生した剛は、父からお守りとして虎のデザインが施された古代エジプトのペンダントを託される。
14,000年前に封印されたムー一族の封印を解いた博士以下探検隊は、復活したムー原人によって皆殺しにされ、後を追ってきた剛も命を狙われたが、ペンダントの力で辛くも切り抜けると同時に、鉄人タイガーセブンに変身する力を身につけた。
鉄人タイガーセブンとなった剛は父の仇を討つべく、自分たちを封印した人類への復讐と地上制覇を狙うムー原人たちと戦うことを決意する。しかし、そんな彼を待ち受けていたのは、孤独な戦いと次々と押し寄せる過酷な現実であった。

## キャラクター

### 高井戸グループとその関係者
滝川 剛
主人公。有能なオートレーサーだったが、地元民も近寄らない危険なムー遺跡の発掘に向かった父・滝川博士を止めようとサハラ砂漠まで追いかけた末、砂原人スナウラミに殺害され、滝川博士がミイラ蘇生用に携行してきた人工心臓SPによって一命を取り留める。タイガーセブンであることは自分だけの秘密としているが、それが原因で剛はたびたび仲間（主に北川）からの不信と追及を受けることになる。8話からは石原人に殺害された大学時代の後輩である、池田美波の赤いスカーフを着用するようになった。
自らの不用意な行動が数々の犠牲と誤解を生むことになり、その結果、終盤では戦いの意味に対する疑念を口にするようになる。そして最終話では戦いから逃亡し、オートレーサーに戻ろうとしたが、殺された高井戸博士が遺したテープのメッセージから人工心臓の余命を知り、自分の過ちに気付き最後の戦いに臨む。そしてムー帝国を壊滅させた後、仲間に正体を明かし去っていった。
タイガーセブン
滝川剛が「タイガー・スパーク！」のかけ声とともに変身した姿。作中では剛がなぜタイガーセブンに変身できるようになったのか明確な説明はない。セブンの名は額、眼、耳、牙、爪、手、足の7箇所にそれぞれ超能力を持っていることに起因する。

高井戸博士
高井戸研究所所長で、剛の理解者である。「チームワークがあれば必ずムー一族の謎を世間にさらすことができる」という信念を持っている。滝川考古学研究所を失ってからは、自転車屋に偽装した秘密基地でムー原人の活動を探る。世間一般から理解されていないが、ムー原人研究組織「高井戸グループ」として認知されてはいる。最終話、ムー一族存在の証拠を掴むために研究所を閉鎖後、単身出撃し、ギル太子との格闘の末殺害される。
- 名前は本作品の前身となった企画『パーフェクターMM』に登場する悪の科学者高井戸着次（たかいどきるじ）から引き継いだもの。『MM』では二重人格という設定で、名前は『ジキルとハイド』をもじったものである。

北川 史郎
高井戸グループのメンバー。もともと滝川博士の信奉者であり、それに反目していた息子の剛を快く思っておらず、2話で初対面した際には「父がムー帝国の遺跡を見つけに行くことを、馬鹿げたことだと思ったから止めに行った」と言う剛に対して激昂し、殴りつけた。その後は次郎を慰めるため遊びに連れて行った剛を三平から擁護したり(第6話)、ムー帝国による被害に対し責任を感じてる剛に思い詰めないように気を配るなど友好的に接していた。第15話では今までの自分たちの立場に対して疑問を抱き「ムー原人に父親を殺されたお前が戦えるのは当たり前でも、自分や三平には何の関係もない」と剛と言い合いになる。その後は、ムー原人の存在を世に知らせるため、チームを危険に巻き込まないためにも自分1人で向かっていった高井戸博士を見たことで自信と責任感を取り戻し、剛とも和解した。
第18話では伊豆半島の出身で故郷に父と妹、美穂がいたことが判明。地震原人が起こした海底地震の影響で父が行方不明になったことを知った際には、帰りを待ち続ける美穂の元へ1人向かった。調査のため同じく伊豆へ来た剛からは調査に加わろうと説得されたが「父親以外のことは考えたくない」と言い、口論になってしまう。漁船が転覆して父が死亡していたことが分かった際、怒りに燃えた彼はその直後に海坊主原人を素手で倒してしまうも、「自分は身勝手な人間だ」と自責の念に駆られ、高井戸博士たちの前でその思いを吐露する。その後、美穂から故郷に残るように懇願された際には「今行かないと一生後悔してしまう」と言い、研究チームへと再び加わった。19話では、原人を前にしてグループの前から離れ、変身しに行く剛の行動の一部始終を目撃してしまい、前話で自身が剛と同じ境遇に置かれた経験も手伝ってか、「仲間を見殺しにして逃げ出した」と激しく怒りを見せる。その際三平を始め高井戸グループメンバーが、タイガーセブンの正体が剛である可能性に薄々気付き始めるが、北川はこれを頑なに否定した。当該話で最終的には一先ず和解するも、勝手な行動を取った剛に対して叱責したり(第23話)、戦いに対して悩む剛と言い争いになり、「この頃ずっとおかしいんだ」と疑問を持ち始める(第25話)など互いの意見や立場の相違により、対立する場面が多くなって行く。最終回では研究所の閉鎖に失望し、屋台でやけ酒を煽っていたが高井戸博士の死を目撃したことでその行動の真意に気づく。そこへ現れた剛には「臆病者はどこへでも言ってしまえ」と言い放ち、絶交に近い形で別れてしまう。その後は三平と共にギル太子のアジトへと乗り込み、最後の対決に挑む。剛がタイガーセブンであると知った時は「どうして俺たちにまで隠していたんだ?」と問い掛けていたが、最後まで完全に和解することはなく剛と別れた。

林 三平
同メンバー。基本的に三枚目であまり戦いは得意ではないため、大怪我をしたり、ムー原人の特殊能力の標的にされることが多い。北川に同調しているが、剛に対する不信感や反感は特に持っていない。19話では剛がタイガーセブンであると疑うなど、意外と勘の良い面もある。最終回では北川とともにギル太子のアジトへと突入を図り、最後の対決へ挑んだ。

青木 ジュン
同メンバーで紅一点。滝川博士の親友、青木博士の娘で、弟の次郎とともに滝川家の養子となった。剛にほのかな恋心を抱くが、己の死を悟った彼にその想いは拒絶される。

青木 次郎
ジュンの弟で小学生。タイガーセブンに憧れている。

滝川博士
考古学者。息子を冷たく突き放しているが、それは心から息子を思っている愛情の裏返しだった。探検隊を率いてサハラ砂漠でムー一族の遺跡を発見するが、封印を解いて中に入ったために、ギル太子に殺害される。第14話ではろくろビールスの治療法である「命の花」の存在を日記に記していたことで、間接的に次郎の命を救っている。

### ムー一族
ムー大帝
人類との抗争に敗れ、1万4千年前にサハラ砂漠奥地のピラミッドに封印されたムー一族の帝王。

ギル太子
脳髄だけとなったムー大帝を敬う、ムー一族の司令官。古代エジプト風の美しい仮面の下にある、醜い顔が真の姿である。最終話でムー大帝と合体し、水牛原人とともに暴れまわるもタイガーセブンの前に敗れ去った。

黒仮面
ギル太子の部下の行動隊長。残虐な性格で、慕っていた少女の死で戦意を喪失したマリオネット原人を処刑するも、直後に怒り狂うタイガーセブンの反撃を受けタイガーヘッドビームで倒された。

ムー原人
砂原人スナウラミ
第1話で滝川剛を襲い、心臓を奪って殺害した原人。第1話のラストでタイガーセブンの背後から忍び寄ったが、タイガーカッターで瞬殺された。
マグマ原人カエンジン
第1話で高井戸博士たちを襲った原人。体中がマグマで構成されており、触るもの全てを炎上させる。
カッパ原人
同じく第1話で滝川探検隊のメンバーを殺害するが、その後は登場しない。
オオカミ原人
雌狼の原人で、オオカミ姉弟のリーダーである女性・サキ（演 - 山本由美子）に変身。弟たちとともに、オートバイ部隊を率いる。剛をも凌駕するライディングテクニックを誇り、「傷ついた者を襲わない」というポリシーを持っている。フロントフォークにカッターを内蔵した特殊バイクでタイガーセブンを追い詰めるも、僅差で敗れた。
- 書籍『’70年代特撮ヒーロー全集』では、名称を狼原人と記載している。

ロウ原人
全身が蝋でできており自在に流体に変化、弱点の火で攻撃されることを逆手にとって爆弾を身につけ戦う。最期はスパーク号で東京タワーの上へ連れていかれ爆死、その衝撃でタワーが曲がってしまった。
ハエ原人
黒仮面の放った巨大蝿に噛まれた三平が両足、両手、頭部と段階を経て原人化した姿。次郎からの制止にも無反応など三平としての意識は残っておらず、黒仮面の命令のままに人々を襲う。ハエ原人に襲われた人々の中には三平が住んでいるアパートの管理人もいたが、生死は不明。
ろくろ原人
感染すれば10日以内に絶命するろくろビールスを次郎に注入した原人。「命の花」を求めて砂漠をさまよう剛をすぐには襲わず、心理的プレッシャーを与えて疲弊させるなど陰湿な作戦で苦しめた。
ガス原人
全身を気化させることで、タイガーセブンのあらゆる物理的攻撃を無効化する強敵。配下の戦闘員も、ガス原人と同様の特殊能力を具えている。
地震原人
歩くたびに大地震を引き起こす。その影響で北川兄妹の父親が乗っていた漁船を転覆させ、死に至らしめた。
鼠原人
ガンファイター。ムー大帝も人類も自分たちのことしか考えていないことに憤り、鼠たちを守るためにタイガーセブンに正々堂々と勝負を挑んだ。
犬原人
人間に飼い馴らされた犬たちの姿に憤り、全ての犬に蜂起することを呼びかけるが、呼応する者はないまま失意のうちに死ぬ。
コールタール原人
人間にコールタールを吹きかけ、道路の中に引きずり込んで殺害する。
マリオネット原人
サーカス団のピエロを殺してなりすました。冬子と心を通わせ合い、黒仮面の命令に従わなかったため、黒仮面の投げた短刀で死亡した。
水牛原人
ギル太子率いる最後の原人。機関車のような突進攻撃でタイガーセブンを苦しめた。

ムー帝国戦闘員
帝国の地下に約10万人が眠っている。

### その他
池田 美波
第8話に登場。剛の後輩。仲間と共に石の調査をしているところを石原人に襲われた。剛に恋心を抱いていたが、滝川研究所にいるところを石原人に襲われ、剛に石原人の分析結果を伝えて息絶えた。美波が愛用していた赤いマフラーは一緒に戦うことを誓った剛が以後着用した。

青木博士
第13、14話に登場。ジュンと次郎の父親で、滝川博士と同じ考古人類学者。ムー帝国の調査中、ろくろビールスが充満する穴に転落した滝川を救出しようとして、大量にビールスを吸入してしまい病床に伏せる。失神していたためビールスを吸わず無事だった滝川にジュンと次郎を託し、息を引き取った。第13話ではガマ原人が次郎に見せた悪夢の中に登場する。

佐山 陽子、佐山 勝男
第15、16話に登場。ガス原人に襲われた兄（演 - 君塚正純）を治療中のタイガーセブンが、逆に兄を襲っているものと誤解。治療を妨害したことで兄の蘇生は失敗してしまう。以降、佐山姉弟はタイガーセブンを「兄の仇」として激しく憎悪し、高井戸グループの面々にもタイガーセブンの仲間として敵愾心を抱く。だが、勝男はムー原人に利用された挙句瀕死の重傷を負わされたことで、陽子は兄と同じ治療法で勝男を蘇生させたタイガーセブンの姿を見て、それぞれ誤解だったことに気付く。

北川 美穂
第17、18、24話に登場。伊豆半島在住の北川の妹。人一倍寂しがり屋で、兄への依存度が強い。地震原人が引き起こした津波に巻き込まれ、消息不明となった父の帰りを東京から駆けつけた兄と共に待ち続ける。父の死亡が確認された後は、独りにされる不安から兄へ高井戸グループから脱退するよう懇願するも拒否された。第24話では孤独に耐え切れず、長島温泉に来ていた高井戸グループを追って名古屋まで行き、剛へ兄を自分の元へと返すように訴えるが、この行為が剛と北川の関係を一層悪化させてしまうことになる。

黒沢
第17 - 19話に登場。ムー原人を追う「トップ屋」で、剛や北川と同様に父をムー原人に殺されている。伊豆で高井戸グループと接触し、ムー原人のことがわかっていれば父が死ぬことはなかったと考え、ムー原人に関する資料の公開を高井戸に迫った。その後、流星原人と戦うタイガーセブン（剛）をカメラに収めるが、現像された写真には剛とヒトデだけが写っていた。黒沢は剛を脅迫してムー原人に関する資料の公開を迫ったが、流星原人との戦いの直後に落石に遭いそうになったところをタイガーセブンに救われ、タイガーセブンにネガを渡した。作中でタイガーセブンが剛だと知っている数少ない存在であり、最も早く正体を知った。

冬子
第24、25話に登場。植物原人の襲撃を受けた熱帯植物園で隠れていたところを、タイガーセブンに保護され次郎と友達になった少女。サーカスの関係者らしく巡業の都合で日本各地を移動するため、友達が出来ないことを寂しく思っていた。マリオネット原人によるピエロの殺害現場を目撃するが、原人とピエロを同一人物と思い込み「いい人」と慕う。その想いはマリオネット原人に人間の心を芽生えさせるまでに至るが、黒仮面がタイガーセブン目がけて投擲しかわされたサーベルに運悪く貫かれ絶命する。

## タイガーセブンの能力・技
ファイトグローブ
必殺技を繰り出す前に、突然空中から取り出して右手に付ける稲妻の意匠のある黒いグローブ。パワーが2倍になるという設定あり。
タイガーカッター
右手にファイトグローブを装着して2倍のパワーを引き出し、グローブのカッターによる手刀で敵を切り裂く必殺技。マグマ原人に繰り出した時はなぜかキック技だった。バリエーションとして、敵に駆け寄りすれ違いざまに切り裂くタイガークロスカッターがあり、ガマ原人を倒した。
タイガーグローブカッター
ファイトグローブを投げつけて敵を切り裂く。
タイガーホーク
ファイトグローブで敵に手刀貫手突きを決める。相手は一瞬で白骨化した。
タイガーファイヤーカット
手刀による風圧で敵の火炎攻撃を無効化する。消火作業に用いることもあった。
タイガーヘッドビーム
太陽光線を吸収してエネルギーに変え、額のタイガーポイントから放つ必殺光線で、複数回連射することが可能。太陽が隠れると使えなくなる。
タイガーストライク
ブーツのつま先からナイフ状の刃物を出して行う必殺キック。
タイガースライス
ブーツから飛び出す刃。オオカミ原人を倒した。
タイガーバックルエネルギー
バックルから放つエネルギーで、ハエ人間にされた三平を元に戻した。毒ガスなどの吸収能力も有する。
タイガーエネルギー注入
瀕死の人間に牙を突き刺し、タイガーエネルギーを注入して助ける。だが事情を知らない者が見るとその姿は噛みついているようにしか見えないため、上述の通り、佐山姉弟からは逆に助けようとした人を襲ったという誤解を受ける元となった。
タイガーウォーターアタック
口から噴出する水流。第15話でガス原人を怯ませるも決定打にはならなかった。
タイガーハリケーン
第16話で毒グモを吹き飛ばした技。
タイガーアイアタック
第16話で両目を発光させて戦闘員の群れを打ち倒した。
タイガースピンターン
身体を高速回転させて捕縛状態から脱出する技。第16話でクモ原人の蜘蛛の糸を振りほどいた。
タイガー回転スパーク
第21話で、空に逃亡するミノムシ原人をスパーク号でジャンプ、回転しながらはね飛ばして倒した必殺技。
タイガーバックルスピン
ベルトを相手に投げつけて締め上げ、バックルからエネルギーを放つ技。最終話で水牛原人を倒した。

## キャスト

### レギュラー
- 滝川剛 - 南城竜也
- 高井戸博士 - 中条静夫
- 北川史郎 - 達純一
- 林三平 - 佐久間宏則
- 青木ジュン - 久万里由香
- 青木次郎 - 吉田友紀

### ゲスト
- 滝川博士 - 北沢彪（第1、14話）
- 池田美波 - 隅田和世（第8話）
- 青木博士 - 森幹太（第13、14話）
- 佐山陽子 - 久保田民栄（第15、16話）
- 佐山勝男 - 石原雅之（第15、16話）
- 北川美穂 - 小林千恵（第17、18、24話）
- 黒沢 - 下之坊正道（第17 - 19話）
- ドクター・モーリン - モーリン・ピーコック（第20話）
- 冬子 - 佐藤典子（第24[注釈 4]、25話）

### 声の出演
- ギル太子 - 小林恭治[注釈 5]
- 黒仮面 - 増岡弘[注釈 6]
- ナレーター - 岡部政明

### スーツアクター
- タイガーセブン - 鴨志田和夫
- ギル太子 - 剣二郎 → 槇龍太郎（真木竜太郎）
- 黒仮面 - 君塚正純
- ムー原人 - 駒田次利

## スタッフ
メインライターの上原正三は、フジテレビの別所孝治が担当していた東映の『ロボット刑事』からの流れで本作品へ参加した。本作品について上原は、かなり自由にやらせてもらったと述べている。
助監督の村石宏實は、終盤で監督に昇格するという確約を得て参加していたが、内藤誠が参加したことによりローテーションへ入れず、監督への昇格は次作『電人ザボーガー』へと持ち越された。
前作に引き続き篠原茂がプロデューサーを勤めていたが、病気療養のため第6話で降板。これまで監督だった石黒光一が後任にあたった。
- 企画・原案：うしおそうじ、別所孝治
- プロデューサー：別所孝治（フジテレビ）、鷺巣富雄、篠原茂 → 石黒光一（ピー・プロ）
- 監督：大塚莞爾、山田健、内藤まこと、鈴木俊継
- 脚本：上原正三、藤川桂介、高際和雄
- 音楽：菊池俊輔
- 撮影：中川芳久、早川勝春
- 助監督：中西源四郎、村石宏實
- 原人製作：ゼン工芸、異人館工房
- スパーク号製作：アルファ企画[20]
- 技斗：高橋市郎
- 協力：劇団河童
- 選曲：吉田征雄
- 効果：イシダサウンド
- 録音：アオイスタジオ
- 制作：ピー・プロダクション、フジテレビ

## 主題歌
オープニングテーマ「鉄人タイガーセブン」
作詞：しのだとみお / 作・編曲：菊池俊輔 / 歌：秀夕木
エンディングテーマ「走れタイガーセブン」
作詞：しのだとみお / 作・編曲：菊池俊輔 / 歌：コロムビアゆりかご会、ブルーエンジェルス

## 放送リスト
参照宇宙船SPECIAL 1998, p. 145
| 放送日         | 話数 | サブタイトル                      | 登場怪人 | 脚本     | 監督       |
| -------------- | ---- | --------------------------------- | --- | -------- | ---------- |
| 1973年 10月6日 | 1    | ムー原人 恐怖の大反乱             | - 砂原人スナウラミ - マグマ原人カエンジン - カッパ原人 - ミイラ原人 - 半魚原人（アマゾンX） - オイル原人 - エレキ原人 | 上原正三 | 大塚莞爾   |
| 10月13日       | 2    | 甦ったミイラ原人の復讐            | - ミイラ原人 - オイル原人 - 半魚原人（アマゾンX）                                                                     | 上原正三 | 大塚莞爾   |
| 10月20日       | 3    | 逆襲！半魚原人アマゾンX           | - 半魚原人（アマゾンX）                                                                                               | 上原正三 | 山田健     |
| 10月27日       | 4    | オイル原人 恐怖の陰謀!!           | - オイル原人 | 藤川桂介 | 山田健     |
| 11月3日        | 5    | 戦慄！へび原人！                  | - へび原人（声：清川元夢）                                                                                            | 上原正三 | 大塚莞爾   |
| 11月10日       | 6    | 忍び寄る電撃殺人!!                | - エレキ原人 | 藤川桂介 | 大塚莞爾   |
| 11月17日       | 7    | 疾風!! オオカミライダー部隊       | - オオカミ原人 | 上原正三 | 内藤まこと |
| 11月24日       | 8    | スカーフに怒りをこめて!!          | - 石原人 | 藤川桂介 | 内藤まこと |
| 12月1日        | 9    | 死斗!! 飛竜原人対タイガーセブン   | - 飛竜原人 | 上原正三 | 大塚莞爾   |
| 12月8日        | 10   | 大爆発!! ツチノコ原人             | - ツチノコ原人 | 藤川桂介 | 大塚莞爾   |
| 12月15日       | 11   | とける顔 ロウ原人                 | - ロウ原人 | 上原正三 | 山田健     |
| 12月22日       | 12   | 三平 ハエ人間になる!!             | - ハエ原人（ハエ人間）                                                                                                | 藤川桂介 | 山田健     |
| 12月29日       | 13   | 剛兄ちゃん助けてェーッ!!          | - ガマ原人ガマツブラ                                                                                                  | 高際和雄 | 大塚莞爾   |
| 1974年 1月5日  | 14   | 燃える命のろくろ地獄              | - ろくろ原人 | 上原正三 | 大塚莞爾   |
| 1月12日        | 15   | ムー帝国大侵略                    | - ガス原人 - クモ原人                                                                                                 | 上原正三 | 山田健     |
| 1月19日        | 16   | ムー帝国への挑戦                  | - クモ原人 - 地震原人                                                                                                 | 上原正三 | 山田健     |
| 1月26日        | 17   | 日本列島沈没の危機!!              | - 地震原人 - 海坊主原人                                                                                               | 藤川桂介 | 大塚莞爾   |
| 2月2日         | 18   | 伊豆半島死の攻防戦!!              | - 地震原人 - 海坊主原人                                                                                               | 高際和雄 | 大塚莞爾   |
| 2月9日         | 19   | タイガーセブンの唄が聞える        | - 流星原人 | 高際和雄 | 大塚莞爾   |
| 2月16日        | 20   | ガン・ファイター・鼠原人の挑戦!!  | - 鼠原人 | 藤川桂介 | 山田健     |
| 2月23日        | 21   | 必殺!! タイガー回転スパーク       | - ミノムシ原人 | 上原正三 | 山田健     |
| 3月2日         | 22   | 逆襲!! 狂った犬原人               | - 犬原人（声：岡部政明）                                                                                              | 藤川桂介 | 鈴木俊継   |
| 3月9日         | 23   | 悪魔の唸り コールタール原人       | - コールタール原人 | 高際和雄 | 鈴木俊継   |
| 3月16日        | 24   | ムー帝国移動大作戦!!              | - 植物原人 - マリオネット原人                                                                                         | 高際和雄 | 大塚莞爾   |
| 3月23日        | 25   | 恐怖の大サーカス マリオネット原人 | - マリオネット原人（演 / 声：立原博）                                                                                 | 高際和雄 | 大塚莞爾   |
| 3月30日        | 26   | 今甦えるタイガースパーク!!        | - 水牛原人 | 高際和雄 | 大塚莞爾   |

## 放送局
- フジテレビ（制作局）：土曜 19:00 - 19:30
- 北海道文化放送：土曜 19:00 - 19:30[21]
- 青森放送：木曜 17:55 - 18:25[22]
- 秋田テレビ：木曜 18:00 - 18:30[23]
- テレビ岩手：木曜 18:00 - 18:30[24]
- 仙台放送：土曜 18:00 - 18:30[25]
- 新潟総合テレビ：月曜 17:20 - 17:50[26]
- 長野放送: 土曜 18:00 - 18:30[27]
- テレビ山梨：水曜 18:00 - 18:30（約3か月遅れ）[28]
- テレビ静岡：日曜 10:30 - 11:00
- 東海テレビ：土曜 19:00 - 19:30
- 富山テレビ：月曜 - 金曜 18:00 - 18:30[29]
- 福井テレビ：土曜 19:00 - 19:30[30]
- 関西テレビ：土曜 19:00 - 19:30
- 山陰中央テレビ：火曜 18:00 - 18:30（1974年6月4日最終回。約2か月遅れ）[31]
- テレビ岡山：月曜 18:00 - 18:30（1974年5月27日最終回。約2か月遅れ）[32]
- 広島テレビ：木曜 18:00 - 18:30（1974年6月時点。遅れネット）[33]
- 山口放送：金曜 18:00 - 18:30
- テレビ愛媛：金曜 18:00 - 18:30（1974年6月7日放送開始）[34]
- テレビ高知：木曜 16:30 - 17:00[35]
- テレビ西日本：土曜 19:00 - 19:30[36]
- サガテレビ：土曜 19:00 - 19:30[36]
- テレビ熊本：水曜 18:00 - 18:30[37]
- テレビ大分：土曜 18:00 - 18:30（1974年6月時点。遅れネット）[38]
- テレビ宮崎：水曜 18:00 - 18:30
- 鹿児島テレビ：水曜 18:00 - 18:30[39]
- 沖縄テレビ：土曜 19:00 - 19:30[40]

## 映像ソフト化
- 1983年に東映ビデオから、第1話・第9話を収録したビデオ(VHS・β)が発売。
- 2002年2月22日にパイオニアLDCより、全話収録のDVD-BOXが発売。
- 2003年3月21日にパイオニアLDCより単品のDVDが発売。全6巻で各5話ずつ（6巻のみ2話）収録。

## エピソード
ピー・プロダクション社長のうしおそうじは、主演の南城竜也の起用理由について「暗いイメージがある」からとしている。当時の南城は健康的なイメージを売りにしていたのでオーディションや初期の演技では明るく振舞っていたが、番組が進むに連れてシリアスな演技になっていき、南城はうしおに見抜かれていたと語っている。一方、うしおはヒロイン役の久万里由香について、久万里の端正なルックスが画面には暗く映ってしまい、子供向け番組には逆効果になってしまったと述べている。
南城は出番のないときは戦闘員の役で、ほかのアルバイトに混じってタイガーセブンとの立ち回りに参加していたと述懐している。自身は後先考えず無茶をやる性分であったといい、戦闘員を演じた際も怪我を恐れずに高所から飛び降りるなどしていた。
第1話のサハラ砂漠のシーンは、浜松の中田島砂丘でロケを行なっている。
タイガーセブンのマスク造形は、高山良策の手による。見事な植毛で仕上げられたマスクだが、耐水的なことは考えていなかったため、第1話の川に飛び込むシーンの撮影で水浸しになり使えなくなってしまった。そこで急遽2つ目を用意したが、これも撮影で焼け焦げてしまったため、さらに3つ目のマスクを造らなければならなかったそうである。これらのマスクとは別に、口を大きく開き牙を剥くギミックを仕込んだアップ用のダミーヘッドが追加制作され、第13話以降使用されている。
敵役ギル太子のツタンカーメン風のマスクは、高山良策、ゼン工芸、異人館工房の3者に造形を依頼し、オーディション形式で選ぶという異例の手法が採られ、別所プロデューサー、スタッフ、監督、うしおの面々が選考に当たった。最終的には、異人館工房の制作したマスクが採用された。
第1話で、タイガーセブンが高井戸研究所のガラスを破って現れるシーンでは本物のガラスが使われている。監督の大塚莞爾は危険なため撮影を躊躇し、タイガーセブンのスーツアクターの鴨志田和夫に「やってくれるか」と申し出たところ鴨志田は快諾し、ガラスに飛び込んでいる。撮影後に大塚がタイガーセブンのスーツを見たところ、スーツにガラスの破片が刺さっていたという。
ピー・プロの付属劇団「河童」は、アトラクション制作スタッフの成田五十八の働きかけで1973年に結成された。番組終了後には、招かれてハワイでショーを開催し、盛況だったそうである。なお、『ザ・スーツアクター』（ソニー・マガジンズ）80頁によれば、｢河童」の責任者には薩摩剣八郎（当時・中山剣吾）が当たっていたが、しだいに劇団員が集まらなくなり消滅したという。
主役オーディションには後に『仮面ライダーX』の主役となる速水亮が最終選考まで残っていた。

## 漫画版
当時のメイン掲載誌だった『冒険王』（秋田書店）にて小畑しゅんじによる漫画連載がなされていた。『スペクトルマン』、『快傑ライオン丸』、『風雲ライオン丸』、『電人ザボーガー』は一峰大二が『冒険王』で連載漫画を執筆しており、一峰は本作のみ『別冊冒険王 映画テレビマガジン』で執筆していた。一峰によるほとんどのピー・プロ作品は、角川書店から復刻単行本が発売されたが、本作品の連載漫画は諸事情により単行本化されなかった。
このほか、『テレビマガジン』（講談社）でも、成井紀郎による漫画が連載されていたが、こちらも単行本化されていない。また、サンケイ新聞での連載漫画（作画・山根一二三）も存在したが、途中で打ち切られている。